# Jānis Daumanis
Jānis Daumanis, późniejsze nazwisko Jurij Pietrowicz Gawien (ros. Юрий Петрович Гаве́н, ur. 18 marca 1884 w chutorze Biķernieki w guberni inflanckiej, zm. 4 października 1936) – łotewski komunista, rewolucjonista Imperium Rosyjskiego.

## Życiorys
Skończył gimnazjum w Rydze i jeden kurs seminarium nauczycielskiego, 1901 usunięty za prowadzenie propagandy rewolucyjnej. Od 1902 członek SDPRR, po rozłamie w partii bolszewik, 1905/1906 kierował bojowymi drużynami zrewoltowanych chłopów guberni inflanckiej, od lipca 1906 do października 1908 członek, a w 1907 sekretarz KC Socjaldemokracji Kraju Łotewskiego, pracował w jego organach prasowych, 1907 był delegatem na V Zjazd SDPRR. W lutym 1908 aresztowany i skazany na katorgę na Syberii, w lipcu 1914 skazany na zesłanie do guberni jenisejskiej (do Minusińska), 19 marca 1917 wraz z innymi zesłańcami amnestionowany po rewolucji lutowej. 
Od 3 marca 1917 przewodniczący Rady Minusińskiej, członek Minusińskiego Komitetu SDPRR(b), od listopada 1917 członek Biura Taurydzkiego Gubernialnego Komitetu SDPRR(b), od 29 grudnia 1917 przewodniczący Sewastopolskiego Komitetu Wojskowo-Rewolucyjnego, w 1918 przewodniczący Sewastopolskiego Komitetu RKP(b). W marcu-kwietniu 1919 członek Prezydium Centralnego Komitetu Wykonawczego (CIK) Republiki Taurydzkiej, komisarz ds. wojskowo-morskich tej republiki i przewodniczący Sewastopolskiego Komitetu RKP(b). Od 1 maja do 15 czerwca 1919 przewodniczący Krymskiego Obwodowego Komitetu RKP(b), w maju-czerwcu 1919 ludowy komisarz spraw wewnętrznych Krymskiej SRR, członek Rady Obrony Krymu. Od lutego 1920 członek Krymskiego Komitetu Rewolucyjnego, do czerwca 1920 sekretarz Krymskiego Komitetu Obwodowego RKP(b), od września 1920 pracownik Wydziału Zagranicznego KC KP(b)U, od czerwca 1921 przewodniczący Komisji do Walki z Bandytyzmem przy Czece przy Radzie Komisarzy Ludowych Krymskiej ASRR. 
Od 7 listopada 1921 do marca 1924 przewodniczący CIK Krymskiej ASRR, od sierpnia 1924 do 1931 członek Prezydium Państwowej Komisji Planowania przy Radzie Komisarzy Ludowych ZSRR, 1931-1933 dyrektor firmy sprzedaży nafty w Niemczech, później rencista.
W okresie "wielkiej czystki" 4 kwietnia 1936 aresztowany przez NKWD, 3 października 1936 skazany na śmierć przez Kolegium Wojskowe Sądu Najwyższego ZSRR z zarzutu o "kontrrewolucyjną działalność terrorystyczną", stracony następnego dnia. Ciało skremowano w krematorium na Cmentarzu Dońskim, prochy pochowano anonimowo (obecnie mogiła zbiorowa nr 1 na Nowym Cmentarzu Dońskim). 
2 grudnia 1958 zrehabilitowany postanowieniem Kolegium Wojskowego SN ZSRR.
Jego brat Ansis Daumanis również był działaczem partii bolszewickiej, zginął w 1920 r., dowodząc 10 Dywizją Strzelców w wojnie polsko-bolszewickiej.